# Las Toscas (Canelones)
Las Toscas ist eine Stadt in Uruguay.

## Geographie
Las Toscas befindet sich auf dem Gebiet des Departamento Canelones in dessen Sektor 17. Die Stadt liegt an der Küste des Río de la Plata zwischen dem östlich angrenzenden Parque del Plata und dem im Westen anschließenden Atlántida. Nordwestlich ist Estación Atlántida gelegen.

## Infrastruktur
Las Toscas liegt an der Ruta Interbalnearia, etwa an deren Kilometerpunkt 49. 

## Einwohner
Die Einwohnerzahl von Las Toscas beträgt 3.146 (Stand: 2011).
| Jahr | Einwohner |
| ---- | --------- |
| 1963 | 594       |
| 1975 | 899       |
| 1985 | 1.093     |
| 1996 | 1.793     |
| 2004 | 2.222     |
| 2011 | 3.146     |

Quelle: Instituto Nacional de Estadística de Uruguay